# Feelings (canción de Maroon 5)
«Feelings» es una canción grabada por la banda de pop rock estadounidense Maroon 5 para su quinto álbum de estudio, V (2014). Fue escrito  y producido por Adam Levine, Shellback, y Oscar Göres . Fue lanzado en Estados Unidos el 14 de septiembre como el quinto sencillo del álbum. La carátula oficial del sencillo fue revelada por la cuenta oficial de Twitter de Maroon 5 el 6 de octubre de 2015. Aunque se grabó un vídeo musical en Mansión Playboy, su versión fue desechada.

## Antecedentes
La canción apareció en el quinto álbum de estudio de la banda, V, que fue lanzado en agosto de 2014. «Feelings» fue anunciado como el quinto sencillo del álbum en julio de 2015. Fue enviado a la radio estadounidense Adulto Contemporánea el 14 de septiembre de 2015 y a la radio Pop estadounidense el día siguiente.

## Composición
«Feelings» está escrito en la clave de E♭ menor con un tempo de 122 latidos por minuto. Las voces de Levine varían de B♭2 a G♭5 en la canción.

## Posicionamiento en listas

### Semanales
| Bélgica (W)    | Ultratip                       | 5  |
| Corea del Sur  | Gaon Digital Chart             | 10 |
| Estados Unidos | Bubbling Under Hot 100 Singles | 8  |
| Estados Unidos | Pop Songs                      | 29 |
| Estados Unidos | Adult Pop Songs                | 16 |
| México         | Mexico Ingles Airplay          | 47 |